# Aconophora albipennis
Aconophora albipennis är en insektsart som beskrevs av Dietrich. Aconophora albipennis ingår i släktet Aconophora och familjen hornstritar. Inga underarter finns listade i Catalogue of Life.